# A Loucura sob Novo Prisma
A Loucura sob novo prisma, é o título do livro que se encontra na 13ª edição pela FEB - Federação Espírita Brasileira, por quem é editado desde 1920 (1939). Livro póstumo mas possivelmente escrito pelo próprio Adolfo Bezerra de Menezes Cavalcanti (1831-1900) enquanto "encarnado", ou seja no período do Brasil Império e início da República.
Segundo Klein Filho, um dos biógrafos de Bezerra de Menezes, teve sua primeira edição em 1921, pela tipografia Bohemias, e sua quarta edição comprovadamente realizada pela FEB. Sua análise ou nos remete ao final do século XIX ou início do Séc, XX, portanto, e, independente do período em que foi escrito relaciona-se, como veremos, à tentativa de simultaneamente abordar o tema das doenças mentais no ponto de vista religioso e científico.
Várias publicações da doutrina espírita sobre a "doença mental" tomam com referência as questões respondidas no "O Livro dos Espíritos" de Allan Kardec no capítulo IX (Parte Segunda) intitulado "Da intervenção dos espíritos no mundo corpóreo", em especial os textos sobre Possessos e Convulsionários; e no capítulo VII os textos sobre "idiotismo e loucura". Após 1920 podemos afirmar com segurança o próprio livro do Dr. Bezerra de Menezes, torna-se uma referência do tema, a exemplo de suas citações no  livro do médium Divaldo Franco, Loucura e Obsessão entre outros. O referido livro "A loucura sob novo prisma" não foge a regra de concordância com a obra de Kardec, o que também pode ser considerado um indicativo de sua autoria na época (século XIX), pois não cita autores do início do século XX, nem mesmo os continuadores da abordagem espírita. Tal hipótese pode ser complementada por uma análise do estilo e características ortográficas da época, a ser realizado.

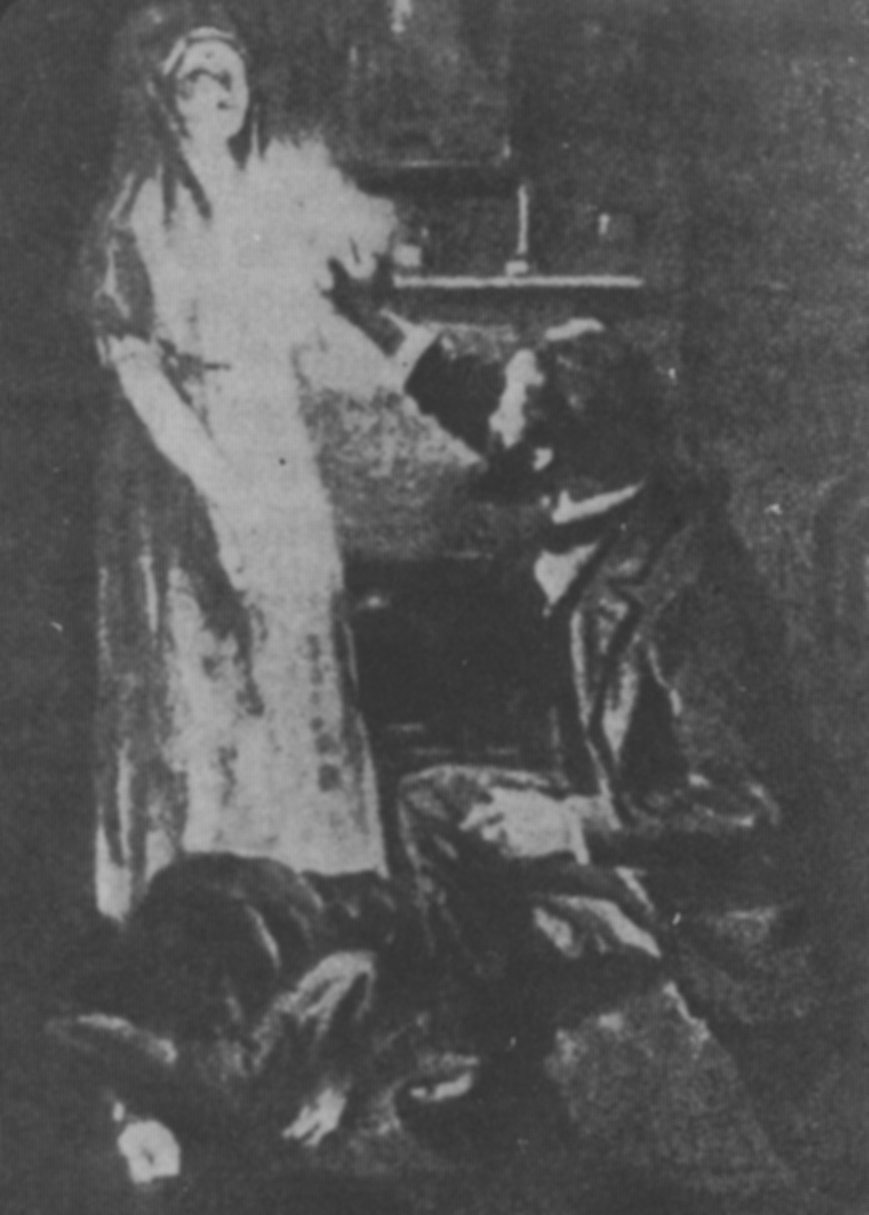
O espírito materializado de Katie King e Sir William Crookes

Na coletânea de Ramiro Gama (1898-1981)  "Lindos casos de Bezerra de Menezes" há diversas referências à interpretação e interesse do Dr. Bezerra de Menezes sobre esse  tema da "doença mental". Observe-se também, que quanto ao "Livro dos espíritos" , como se sabe, Menezes foi um dos seus divulgadores e defensores desde que tomou conhecimento dessa obra, na sua primeira tradução para língua portuguesa em 1875, pelo Dr. Joaquim Carlos Travassos (1839-1915) de quem recebeu um exemplar. Contudo ainda existem poucos estudos sobre a importância e impacto do livro do Dr. Bezerra de Menezes no modo de tratamento dos casos de distúrbio mental nos meios científicos e mesmo em centros espíritas. Pouco ainda se conhece também, sobre a relação dessa obra com o desenvolvimento da psiquiatria e psicologia no Brasil enquanto objeto de estudo de sua história ou somente para confirmação (verificação de eficácia) ou contestação.[carece de fontes?]

## Sumário e principais referências
O livro divide-se em três capítulos: o primeiro discorre sobre a existência do espírito ou alma, em ampla discussão, passando em revista a história da filosofia, tradições populares e relatos de casos. No segundo capítulo aborda a questão das relações entre o espírito e o cérebro, mas, ao contrário do primeiro cita poucos textos, especialmente de médicos, frenologistas e/ou fisiologistas de sua época. Fundamenta-se na dualidade proposta por René Descartes (1596 - 1650) e em "experimentos espíritas" realizados na época. Entre os experimentos cita a participação do físico - químico inglês, Sir. William Crookes, (1832 - 1919), um dos primeiros cientistas a investigar o estado físico da matéria que hoje é chamado de plasmas, além do conhecido Cesare Lombroso (1835 - 1909) graças às suas contribuições à criminologia.
Lombroso publicou em sua época primeiramente livros contra e depois a favor das crenças espíritas. As primeiras experiências espíritas realizadas por ele, segundo consta, a convite do conde Ercole Chiaia, foram sessões com a médium italiana Eusápia Palladino descritas no seu livro Hipnotismo e Mediunidade, e podem ser consideradas uma influência intelectual à obra aqui analisada.
Finalmente no terceiro capítulo, intitulado Obsessão, Menezes refere-se à concepção de Esquirol (1772 - 1840) quanto ao problema da integridade ou lesão cerebral dos portadores de transtorno mental bem como na busca e explicação dos surtos, remissão de sintomas e analisa o fenômeno da anestesia, recorrendo também, para surpresa de alguns teóricos da época, a um depoimento do espírito de Samuel Hahnemann (1755 - 1843) (Menezes, o.c. p. 170) embora não sejam conhecidas referências a prática do espiritismo por Hahnemann em sua vida na Saxônia ou Paris.
Neste capítulo apresenta uma estratégia para, segundo ele, a difícil tarefa de distinção entre a "loucura moral" ou mais apropriadamente denominada de "loucura psicológica" enquanto perturbação apenas da faculdade anímica e , as associadas à lesão de seu "instrumento de manifestação", o cérebro. Observando que nas lesões cerebrais, sendo possível, a reparação do dano teríamos as funções mentais restauradas, ao contrário dos casos onde não se identificam alterações orgânicas. No primeiro grupo é onde se insere o que o espiritismo chama de obsessão, com suas fases de "desfalecimento" e "arrastamento" onde se rompe a harmonia entre o "ser pensante" e órgão de manifestação do pensamento (cérebro). Segundo ele o espírito permanece "lúcido" em ambos os casos e o mal consiste na irregularidade da comunicação ("transmissão") alma - cérebro (no caso da obsessão) ou manifestação do pensamento (nas lesões orgânicas). Reconhece a utilidade da hipnose como forma de distinção diagnóstica e intervenção em ambos casos, contudo adverte sobre os refratários a esse método, citando os experimentos de Jean-Martin Charcot (1825 - 1893) e afirma ser "a cura pelos meios morais, a melhor prova de exatidão do diagnóstico" (o.c. p. 178). Observe-se a concordância da obra com o mundo e questões intelectuais (zeitgeist) do final do século XIX.

## Aproximações com a homeopatia do séc XIX

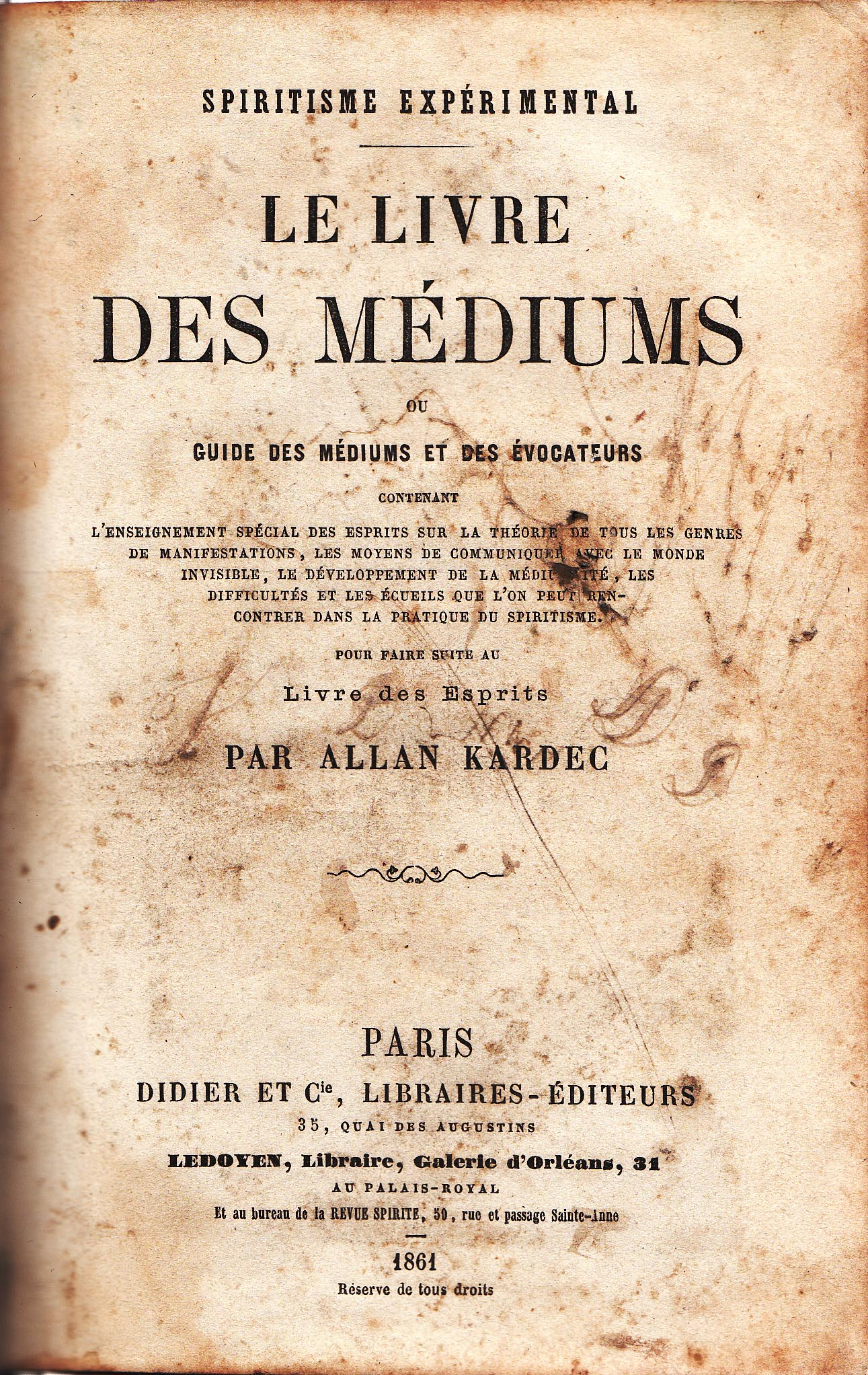
"O Livro dos Médiuns" de Allan Kardec (1861) também trata do tema obsessão, embora sem referência direta aos distúrbios mentais

Pouco se conhece da atuação do Dr. Bezerra de Menezes enquanto médico homeopata clínico e menos ainda enquanto clínico do que hoje denominamos distúrbios psiquiátricos. Contudo no Brasil o Espiritismo e a Homeopatia tiveram uma origem comum, ambos com lugar de destaque na côrte e na medicina do período imperial. .  Consta que Dom Pedro I  (1798 - 1834) correspondia-se com Hahnemann e que José Bonifácio (1763 - 1838)  foi um dos primeiros experimentadores tanto da homeopatia como do espiritismo. Segundo publicado na revista de divulgação da doutrina espírita, Reformador de 1º de maio de 1883 o conhecido homeopata Melo Moraes  (1816 - 1882) integrava um group espírita juntamente com o Marquês de Olinda  (1793 -1870) e o Visconde de Uberaba (1792 -1856) entre outros vultos notáveis da época Considera-se que  a homeopatia, foi introduzida no Brasil no dia 21 de novembro de 1840 (atual Dia Nacional da Homeopatia) pelo médico francês Jules Benoit Mure (1809 - 1858).
Observe-se também que por ser homeopata, estudioso e conhecedor do trabalho de Hahnemann, autor do clássico Organon onde é reconhecida e descrita a importância dos fatores emocionais como causas das doenças, está implícito o interesse do Dr. Bezerra de Menezes no tratamento dos distúrbios emocionais. Segundo Teixeira para a homeopatia, quaisquer características humanas, desproporcionais em sua expressão natural e promotora de distúrbios de qualquer natureza (espiritual, social, familiar, escolar, psíquica, emocional, física, climática, alimentar etc.), são consideradas sintomas homeopáticos passíveis de modulação por aplicação de medicação a partir  do princípio da similitude terapêutica.

## Contribuições à saúde mental
O Dr Bezerra de Menezes obteve o doutoramento (graduação) em 1856, com a defesa da tese: "Diagnóstico do cancro", onde já analisa a influência dos temperamentos, hábitos, profissões, emoções (paixões morais tristes e deprimentes), irritabilidade local e hereditariedade no conjunto de fatores multicausais da patologia. Nesse mesmo ano, como consta em sua biografia, o Dr. Manuel Feliciano Pereira Carvalho, seu antigo professor, o convidou para trabalhar como seu assistente. Em 1858 foi nomeado como assistente do Corpo de Saúde do Exército, no posto de Cirurgião-tenente. Entre 1859 a 1861 exerceu a função de redactor dos Anais Brasilienses de Medicina, periódico da Academia Imperial de Medicina.

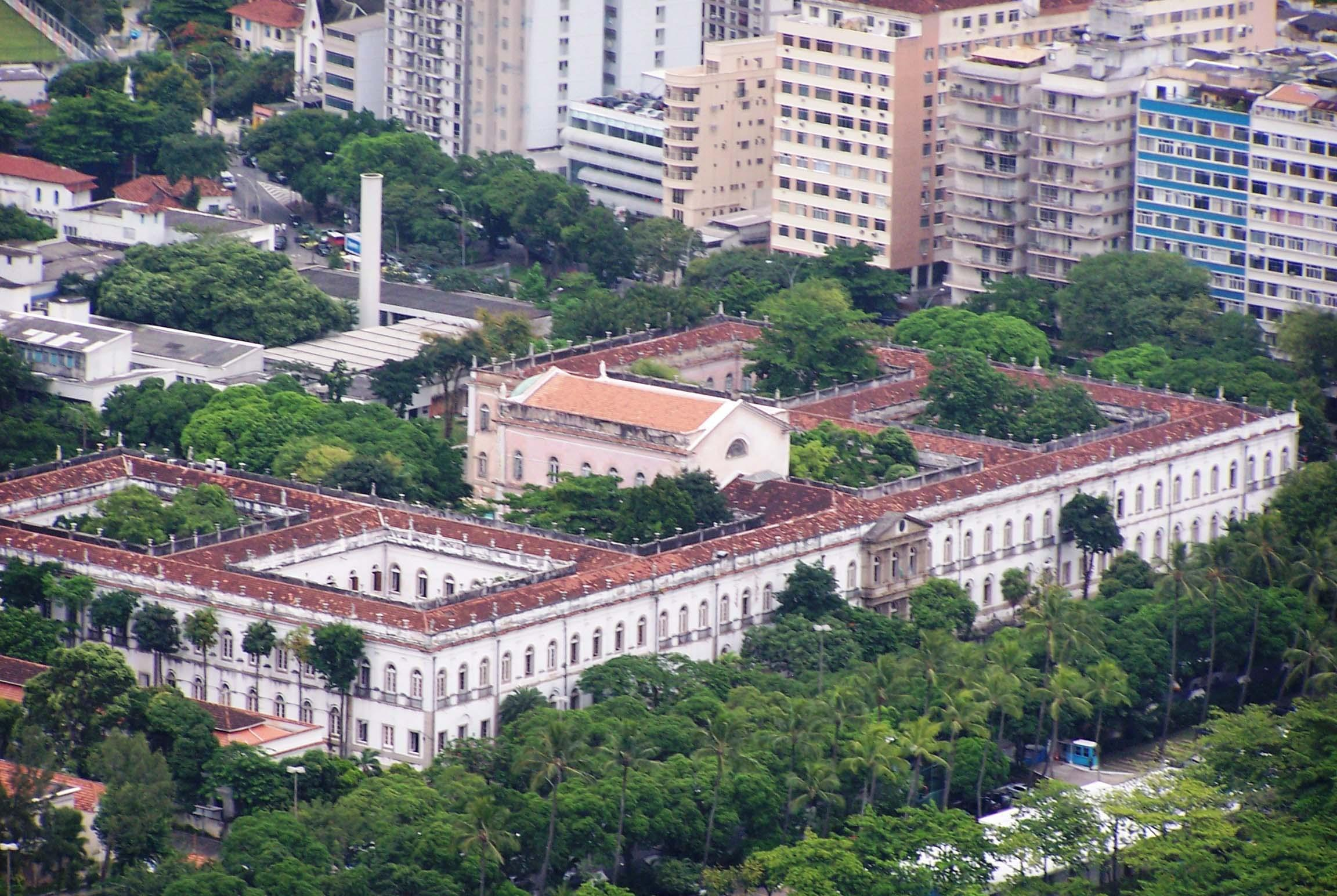
Hospício Pedro II, construído 1842 - 1852 atualmente sede da Universidade Federal do Rio de Janeiro.

Como se vê, além do livro "A loucura sob novo prisma" (publicado postumamente) e das referências à utilização da homeopatia, pouco se conhece da sua atuação e interesse na área de saúde mental. Nessa época já existiam cerca de 20 hospitais para internamento de doentes mentais em todo território nacional e o tratamento mais utilizado era a internação. 
Seus trabalhos na Câmera Municipal do Rio de Janeiro (a capital do país) revelam que o Dr Bezerra de Menezes estava atento para questões psicossociais (no modo como as compreendemos hoje). Participou da campanha abolicionista e  publicou o ensaio "A escravidão no Brasil e as medidas que convém tomar para extingui-la sem dano para a Nação" (1869), onde incluía recomendações não só a libertação dos escravos, mas também a inserção e adaptação dos mesmos na sociedade por meio da educação. Nessa perspectiva destaca-se ainda no seu trabalho como deputado o projeto de lei destinado à regulamentar o trabalho doméstico, visando conceder a essa categoria, inclusive, o aviso prévio de 30 dias.

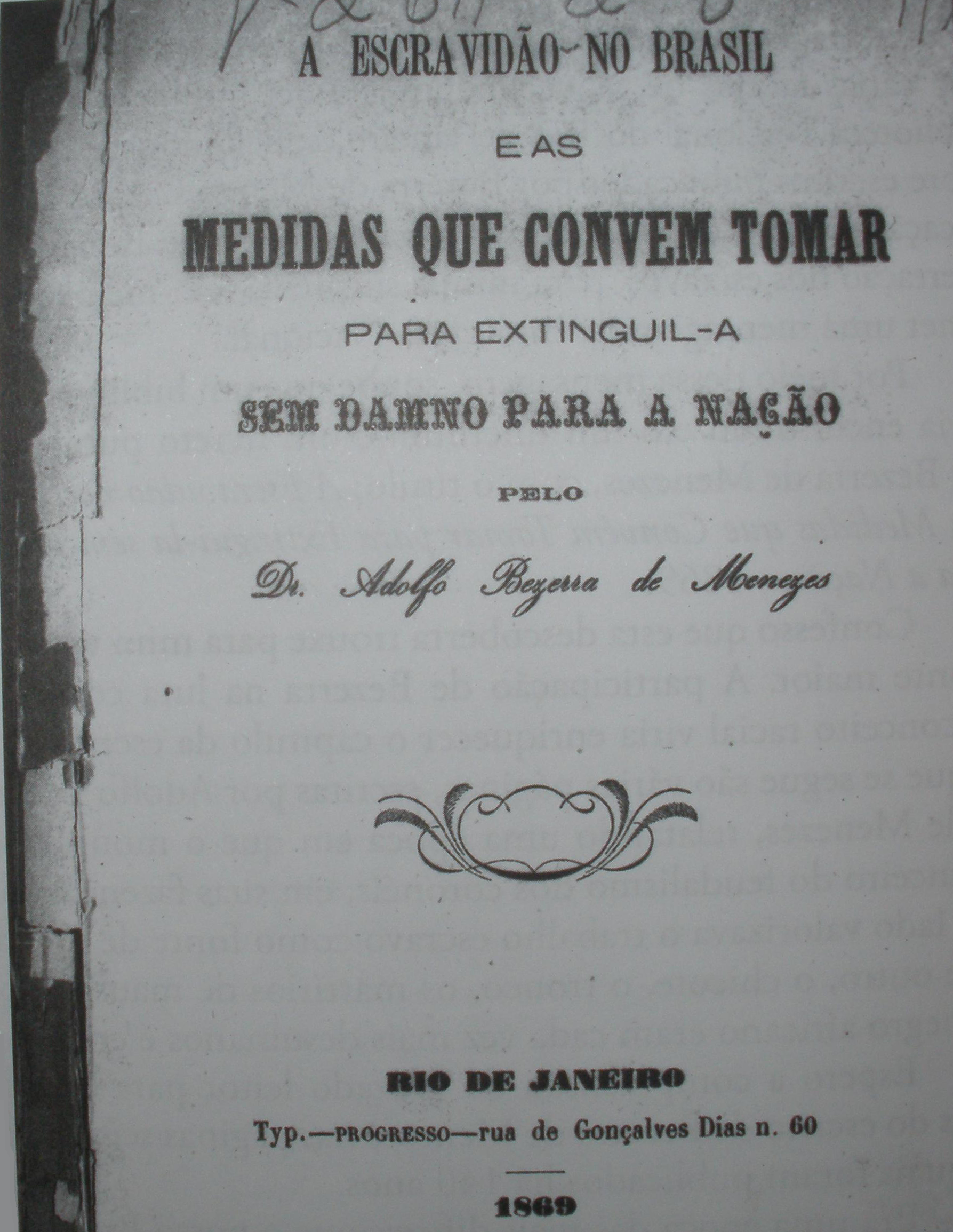
Capa do livreto "A escravidão no Brasil e as medidas que convém tomar para extingui-la sem dano para a Nação", de 1869.

Entre os estudos e pesquisas sobre terapêutica e medicina do Dr. Bezerra de Menezes, merece ser citado seu interesse pela medicina medianímica inclusive com experimentos pessoais (ou pesquisa de campo) com o médium receitista João Gonçalves do Nascimento (1844 - 1916) com parecer favorável sobre sua eficácia. Fez diversas recomendações contra a proibição dessa prática, acusada por vezes de feitiçaria,  e à demanda por estudos e verificação estatística de seus resultados, em artigos publicados na sua coluna "Espiritismo, Estudos Filosóficos" no Jornal "O Paiz" entre 1887 e 1895, da capital republicana da época (o Rio de Janeiro), onde assinava com pseudônimo de Max.
Segundo Monteiro um de seus importantes biógrafos, no livro  “A loucura sob novo prisma” o Dr. Bezerra de Menezes reafirma a harmonia possível entre a religião e o progresso científico (ver carta a seu irmão sobre sua conversão ao Espiritismo), uma constante preocupação de sua época e ambiente intelectual das suas relações sociais (jornalistas, administradores, políticos, profissionais liberais, etc.) que não se conformavam com o seu compromisso com a doutrina espírita. De acordo com esse autor a tese central deste livro é a de que a loucura não pode ser considerada sob um único prisma, tendo em vista o grande número de casos em que não se apresenta qualquer lesão cerebral e que a ciência não pode ignorar a outra causa da loucura, proveniente de obsessão espiritual, exigindo, por isso mesmo, tratamento específico.
Como vimos, é também inquestionável a sua atenção aos problemas relativos à doenças nervosas, além deste livro, face ao artigo de sua autoria, publicado no Reformador de 15 de abril de 1890 onde descreve uma obsessão  em um rapaz de 22 anos, “há tempos sofrendo de perturbação mental” e “verdadeira fúria” onde deixa evidente sua proposição de trabalho em casos identificados como de obsessão com atuação mediúnica em sessão espírita.
Outra referência histórica ao tema da loucura e obsessão encontra-se no artigo publicado na sua coluna no jornal "O Paiz", intitulado "Loucura e Obsessão" onde, não só apresenta sucintamente as contribuições do já citado psiquiatra francês Jean-Étienne Dominique Esquirol sobre o "cérebro perfeito" dos "loucos incuráveis" condenados a reclusão, o "grande passivo da ciência psiquiátrica", segundo ele, como também anuncia "o tratado, que está a escrever há dois anos, sobre esse importante assunto" e que, um dia publicará. Não há dúvidas que se trata do livro "A loucura sob novo prisma", onde inclusive, como vimos anteriormente, retoma críticas às contribuições de Esquirol e estudos da época sobre memória (orgânica, inconsciente) e força motora, segundo ele não conclusivos.  Afirmando, explicitamente, os resultados positivos da aplicação de fluidos por médiuns devidamente preparados para tal. Na caracterização dessa preparação cita Erasto em texto publicado na Revista Espírita de Paris ainda sob a direção de Allan Kardec (1804 - 1869).
No filme sobre sua vida, Bezerra de Menezes - O Diário de um Espírito assiste-se a uma cena onde apresenta um estudo, em sala de aula, sobre as propriedades medicinais das Passifloras reconhecidas por sua ação sedativa e consta também entre suas publicações um estudo sobre o Curare. Contudo a relevância desse autor e sua importância para a cultura brasileira estão no reconhecimento das relações entre religião e saúde mental para compreensão da mente humana, onde, um estudo contextualizado e referenciado de sua produção ainda está por ser realizado, apesar da considerável produção teórica explorando a relação entre psicologia (psicanálise) e religião. O mesmo pode ser dito quanto a estudos de reconhecimento consensual que mostrem a eficácia da medicação homeopática (e fitoterápica) com os distúrbios mentais.
Observe-se que apesar de consideráveis estudos sobre possessão, interpretadas no final do século XIX e início do século XX (ver Nina Rodrigues e Jean-Martin Charcot  por exemplo) como uma manifestação epiléptica, histérica, ou de sugestão hipnótica, o Dr Bezerra de Menezes, após revisão dos principais autores médicos de sua época como vimos acima,  adotou uma posição contrária a essa postura intelectual imposta pelo paradigma materialista instituído.
A análise do contexto institucional e proposições deste livro sobre as inter-relações entre a doutrina espírita, homeopatia e a psiquiatria, seja escrito nos finais do século XIX ou início do século XX, podem trazer novas contribuições à identificação da sucessão de contribuições históricas sobre psicose e religiosidade ou espiritualidade. Parapsicólogos espíritas como Menezes Jr & Moreira-Almeida comentam a atual produção sobre essa relação, distinguindo  entre as  pesquisas atuais disponíveis dois grandes grupos: religiosidade e seu impacto sobre os pacientes psicóticos e o tema do diagnóstico diferencial entre experiências espirituais e transtornos psicóticos, onde identificam desde generalizações simplificadoras até as aproximações impossíveis, ressaltando porém os vazios teóricos da área e possibilidades de  desenvolvimento de uma melhor compreensão da experiência humana. Além da promoção de meios mais eficazes de cuidados clínicos, humanitário e sensível no campo da saúde mental.